# チトラル
チトラル（ウルドゥー語: چترال、英: Chitral、地元のコワール語で「野原」の意）は、パキスタン、カイバル・パクトゥンクワ州の都市。チェトラル（Chetrar）とも表記される。チトラル地区の中心地で、クナール川（チトラル川）の西岸、ヒンドゥークシュ山脈の最高峰であるティリチミールの麓に位置する。人口は2万人（地区全体では30万人）。標高3800m。

## 地理
チトラルへの最も容易なアクセスルートはアフガニスタンのジャラーラーバードからクナール渓谷を通るルートである。このルートは一年中利用でき、カーブルへも直接アクセスできる。しかし、アフガニスタン＝パキスタン国境（デュアランド・ライン）では通行が制限されている。この他には峠越えのルートがいくつかある。南には標高3200mのロワリ峠があり、そこからペシャーワルまでは365kmある。北には標高3798mのブロゴル峠がそびえ、夏季はアフガニスタンのワハーン回廊への主要ルートとなるが、冬季は閉ざされる。東には標高3719mのシャンドゥール峠があり、そこからギルギットまで405kmほどの道のり。西には標高4300mのドラー峠がある。希少種のハヤブサやユキヒョウの生息地でもある。一年の半分は雪の影響で孤立するが、その問題もロワリ・トンネルの開通に伴い軽減される。全長8.6kmのこのトンネルは2009年から2010年の冬に仮開通し、2012年に全面開通する見通し。このトンネルにより、チトラルへの移動時間が短縮されるだけでなく、峠が雪に閉ざされる冬の間もアクセスが容易になる。
2023年、周辺のバシュカルゴル湖一帯を含む地域はユネスコの生物圏保護区に指定された。

## 気候
ケッペンの気候区分では、地中海性気候に属する。
| Chitralの気候          | Chitralの気候 | Chitralの気候 | Chitralの気候 | Chitralの気候 | Chitralの気候 | Chitralの気候 | Chitralの気候 | Chitralの気候 | Chitralの気候 | Chitralの気候 | Chitralの気候 | Chitralの気候 | Chitralの気候 |
| 月                     | 1月           | 2月           | 3月           | 4月           | 5月           | 6月           | 7月           | 8月           | 9月           | 10月          | 11月          | 12月          | 年            |
| ---------------------- | ------------- | ------------- | ------------- | ------------- | ------------- | ------------- | ------------- | ------------- | ------------- | ------------- | ------------- | ------------- | ------------- |
| 平均最高気温 °C （°F） | 8.3 (46.9)    | 9.5 (49.1)    | 14.9 (58.8)   | 21.0 (69.8)   | 25.6 (78.1)   | 31.8 (89.2)   | 32.8 (91)     | 32.0 (89.6)   | 28.7 (83.7)   | 23.7 (74.7)   | 17.4 (63.3)   | 10.9 (51.6)   | 21.38 (70.48) |
| 日平均気温 °C （°F）   | 4.1 (39.4)    | 5.0 (41)      | 9.8 (49.6)    | 15.3 (59.5)   | 19.4 (66.9)   | 24.9 (76.8)   | 26.1 (79)     | 25.4 (77.7)   | 21.9 (71.4)   | 17.0 (62.6)   | 11.5 (52.7)   | 6.5 (43.7)    | 15.58 (60.03) |
| 平均最低気温 °C （°F） | 0.0 (32)      | 0.6 (33.1)    | 4.8 (40.6)    | 9.7 (49.5)    | 13.3 (55.9)   | 18.0 (64.4)   | 19.5 (67.1)   | 18.8 (65.8)   | 15.2 (59.4)   | 10.3 (50.5)   | 5.6 (42.1)    | 2.1 (35.8)    | 11.4 (52.5)   |
| 降水量 mm （inch）     | 33 (1.3)      | 48 (1.89)     | 94 (3.7)      | 102 (4.02)    | 41 (1.61)     | 10 (0.39)     | 6 (0.24)      | 7 (0.28)      | 10 (0.39)     | 24 (0.94)     | 13 (0.51)     | 30 (1.18)     | 418 (16.45)   |
| 出典：Climate-Data.org |               |               |               |               |               |               |               |               |               |               |               |               |               |

## 歴史
イスラム教が広まるまでは仏教が信仰されていた。現在でも仏教関連の遺物が発見されている。さらに、アフガニスタン東端のクナール渓谷のチャガン・サレーにはヒンドゥー教の寺院遺跡が存在する。チトラル以北のデュアランド・ライン最北部ではインド、中国、ロシア帝国の勢力が交わっていた。そのアフガニスタン側（当時カーフィリスターンと呼ばれていた）に暮らす人々の大多数はイスラム教徒ではなかった。
1895年に指導者が謀殺され、権力継承を見守るためギルギットからイギリス軍が遣わされた（チトラル遠征）。
1900年にアブドゥッラフマーン・ハーンによってイスラムに改宗を迫られ、その地方の名もヌーリスターンに改称された。

## 住民

### 民族
ホウ族（チトラル人）が多数を占める。現在、主にカラシュ渓谷（Kaĺaśa Desh）に暮らすカラシュ族はチトラルから16kmほど行ったアユンの西の人里離れた3つの渓谷に暮らしている。

### 言語
この地域ではダルド語群に属すコワール語（チトラリー語）と13の地方語が主に話されている。カラシュ族はカラシュ語を話す。街ではウルドゥ語も通じ、パシュトー語もある程度話されている。

### 宗教
元々この地には多神教（Kalash religion）を信仰するカラシュ族が住んでいたが、後にホウ族に侵略された。イスラム文化が浸透しており、女の社会進出は進んでいない。女は街なかの通りを歩くのを忌むため、買い物も男や子どもが行く。

## スポーツ

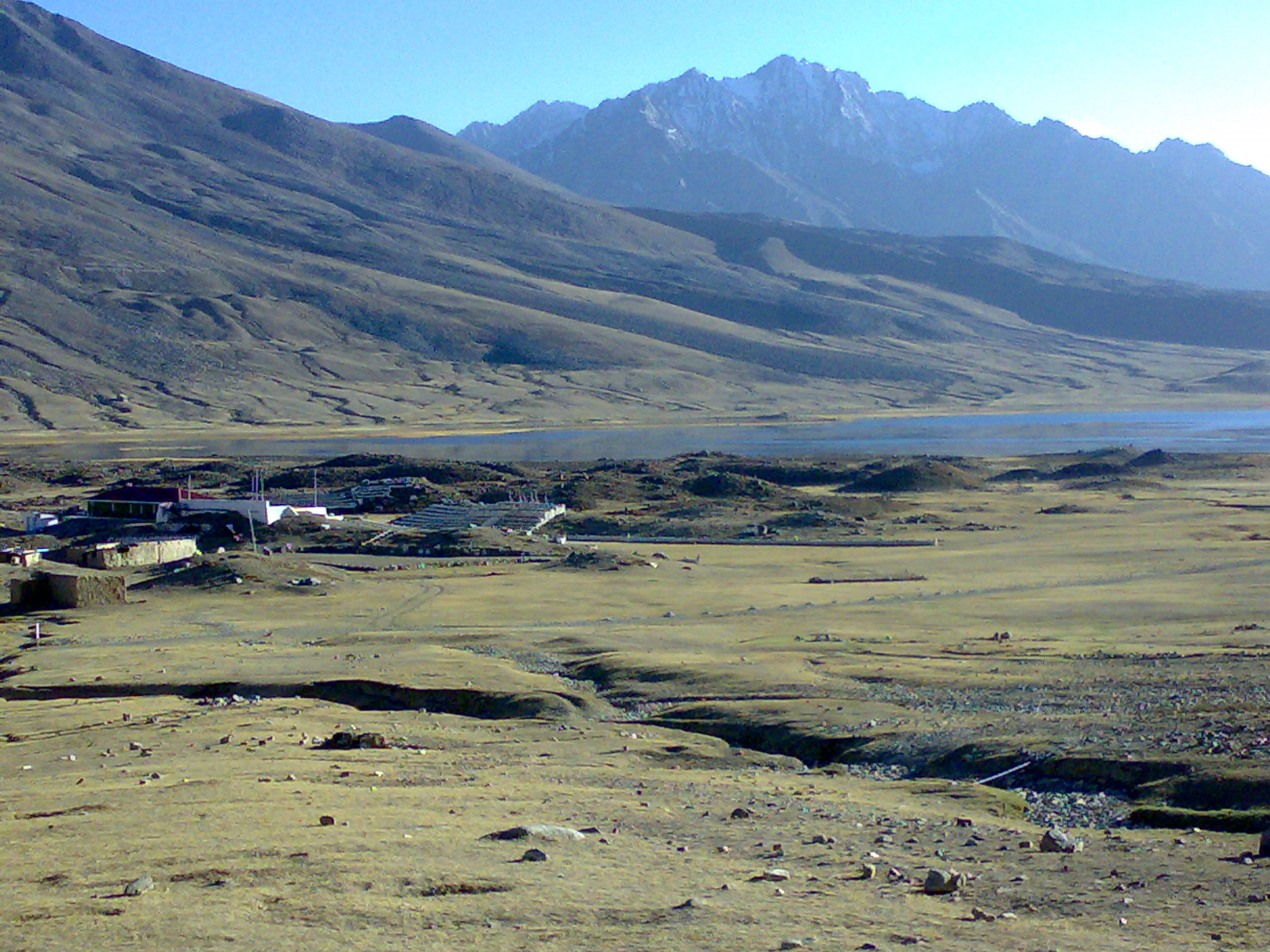
シュンドール・ポロ競技場

クリケットが人気のパキスタンにあってここではポロが人気で、サッカーもよくプレイされている。年中スポーツの祭やトーナメントが開かれるが、なかでもシャンドゥール・ポロ・トーナメントは世界で最も高所で開かれるポロ大会である。トーナメントは1週間ほど続き、その間およそ1万5000人がシャンドゥールを訪れる。
サッカー国内代表のムハンマド・ラソールなど、国を代表するスポーツ選手を何人か輩出している。多くのサッカークラブがある。